# Torymus tanaceticola
Torymus tanaceticola är en stekelart som beskrevs av Ruschka 1921. Torymus tanaceticola ingår i släktet Torymus och familjen gallglanssteklar. Arten är reproducerande i Sverige. Inga underarter finns listade i Catalogue of Life.